# Ignase
Ignase är en ort i Estland. Den ligger i Haaslava kommun och landskapet Tartumaa, i den sydöstra delen av landet, 180 km sydost om huvudstaden Tallinn. Ignase ligger 75 meter över havet och antalet invånare är 106.
Terrängen runt Ignase är platt. Runt Ignase är det glesbefolkat, med 14 invånare per kvadratkilometer. Närmaste större samhälle är Dorpat, 15,1 km nordväst om Ignase. Omgivningarna runt Ignase är en mosaik av jordbruksmark och naturlig växtlighet.